# Dubbelnycklar
Dubbelnycklar (Dactylorhiza majalis) är en orkidéart i handnyckelsläktet Dactylorhiza. Denna mycket variabla växt indelas i ett antal underarter som tidigare ansetts vara egna arter. Problematiken inom taxonomin för denna svårgreppbara grupp har dock lett till att man idag klassificerar dem som varianter av en och samma art. Det nybildade svenska namnet syftar på att arten har sitt ursprung som hybrid ur två andra arter och dess dubbla kromosomuppsättning som är en följd av detta.
Dubbelnycklar är fridlyst i Sverige, precis som alla vilt förekommande orkidéer. Se lista över fridlysta växter i Sverige.

## Utseende
En mycket variabel art som mycket liknar de närbesläktade ängsnycklar och fläcknycklar. Bladen är oftast fläckade men aldrig på undersidan vilken annars har samma gröna nyans som ovansidan. Blomställningens stödblad har en naggad kant vilket kan ses med en lupp. En del av underarterna är ganska kraftiga jämfört med andra medlemmar i släktet.

## Ursprung
Samtliga underarter inom Dubbelnyckelgruppen är genetiskt sett s.k. allotetraploider och de har sitt ursprung ur hybriden mellan ängsnycklar, D. incarnata och fläcknycklar, D. maculata. De olika varianterna har dock uppkommit oberoende av varandra vid flera olika hybridiseringstillfällen vilket gett upphov till dagens stora komplexitet och mångfald.

## Underarter
Ett stort antal underarter är beskrivna inom artens utbredningsområde, och i de nordiska länderna är idag åtta stycken underarter kända:

### Majnycklar
ssp. majalis
En ganska kraftig orkidé som blir upp till 60 cm hög. Stjälken är tjock och ihålig och har tre till åtta blad. Den 4 till 15 cm långa blomställningen är i början konformig och liknar senare en cylinder. Blommorna har vanligen en purpurröd färg, sällan ljusrosa eller vitaktig. Växer i näringsfattiga men gärna kalkrika fuktiga ängsmarker och mer sällan i rena myrar. Utbredningsområdet är i huvudsak europeiskt och sträcker sig från Pyrenéerna till Baltikum och floden Don, kanske ända fram till Volga. Den saknas söder om Alperna och finns norrut till Danmark och södra Sverige.
Förväxla ej med gullviva, som också i vissa bygdemål, speciellt på Sveriges västkust, kallas majnycklar.

### Sumpnycklar
ssp. lapponica
En klart mindre växt än majnycklar med mörkt purpurröda blommor och på ovansidan fläckiga blad. Växer mest i rikkärr och finns främst i Europas bergstrakter. I Sverige är den ganska sällsynt men spridd över hela landet. Tidigare skilde man mellan den i låglandet förekommande Sumpnycklar (D. traunsteineri) och fjällvarianten Lappnycklar (D. lapponica) men de anses idag vara samma växt. 

### Mossnycklar
ssp. sphagnicola
Denna underart skiljer sig från de övriga i att den föredrar fuktiga miljöer med lägre pH såsom fattigkärr och mossar. Blommorna är blekrosa och bladen saknar oftast fläckar. Övergångsformer mot sumpnycklar finns. Världsutbredningen är än så länge oklar men den förekommer sällsynt i hela Sverige.

### Strandnycklar
ssp. purpurella
En kompakt underart med oftast ofläckade blad som växer på strandängar vid kusten. Huvudutbredningen är Västeuropeisk och finns närmast oss i Danmark och västra Norge.

### Baltnycklar
ssp. baltica 
Liknar mycket majnycklar ssp. majalis men fläckarna på bladen sitter i tydliga rader. Har en tydligt östlig utbredning och är endast tillfälligt påträffad i Sverige (Norrbotten).

### Englandsnycklar
ssp. integrata
Tidigare kallad D. praetermissa. En Västeuropeisk underart som första gången bekräftades växa i Sverige 2012 i Lidköping. Kan både ha fläckade och ofläckade blad. Den fläckiga varieteten var. junialis kallas leopardnycklar.

### Gotlandsnycklar
ssp. elatior
En nyligen beskriven underart från Gotland. Växten beskrivs som högväxt med stora rosa blommor och ofläckade blad. Den kända världsutbredningen omfattar även den estniska ön Ösel och möjligen även Dagö. Observera att arten alpnycklar ur nyckelsläktet (Orchis) tidigare har kallats just gotlandsnycklar.

### Thynycklar
ssp. calcifugiens
En underart beskriven från Thy i Danmark som liknar mossnycklar men är mindre och gracilare.

### Fläckiga strandnycklar
ssp. purpurella var. cambrensis är en mycket sällsynt variant som enbart förekommer i dynsänkor och källkärr på norra Jylland. Den liknar Strandnycklar men bladen har kraftiga runda fläckar samt små fläckar mot spetsen. Fruktämnena är fint mörkprickiga.

## Bildgalleri

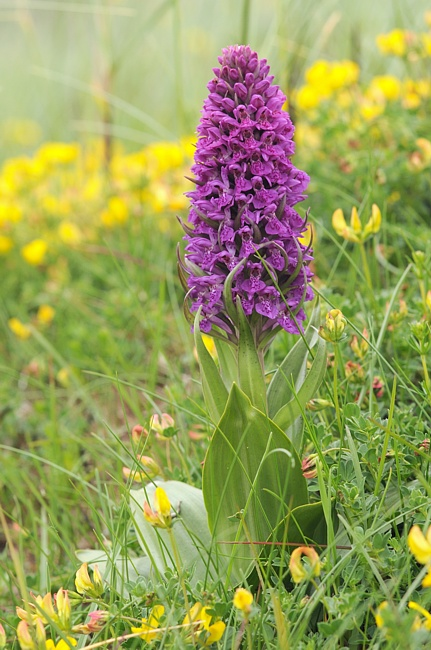
Strandnycklar, Dactylorhiza majalis ssp. purpurella
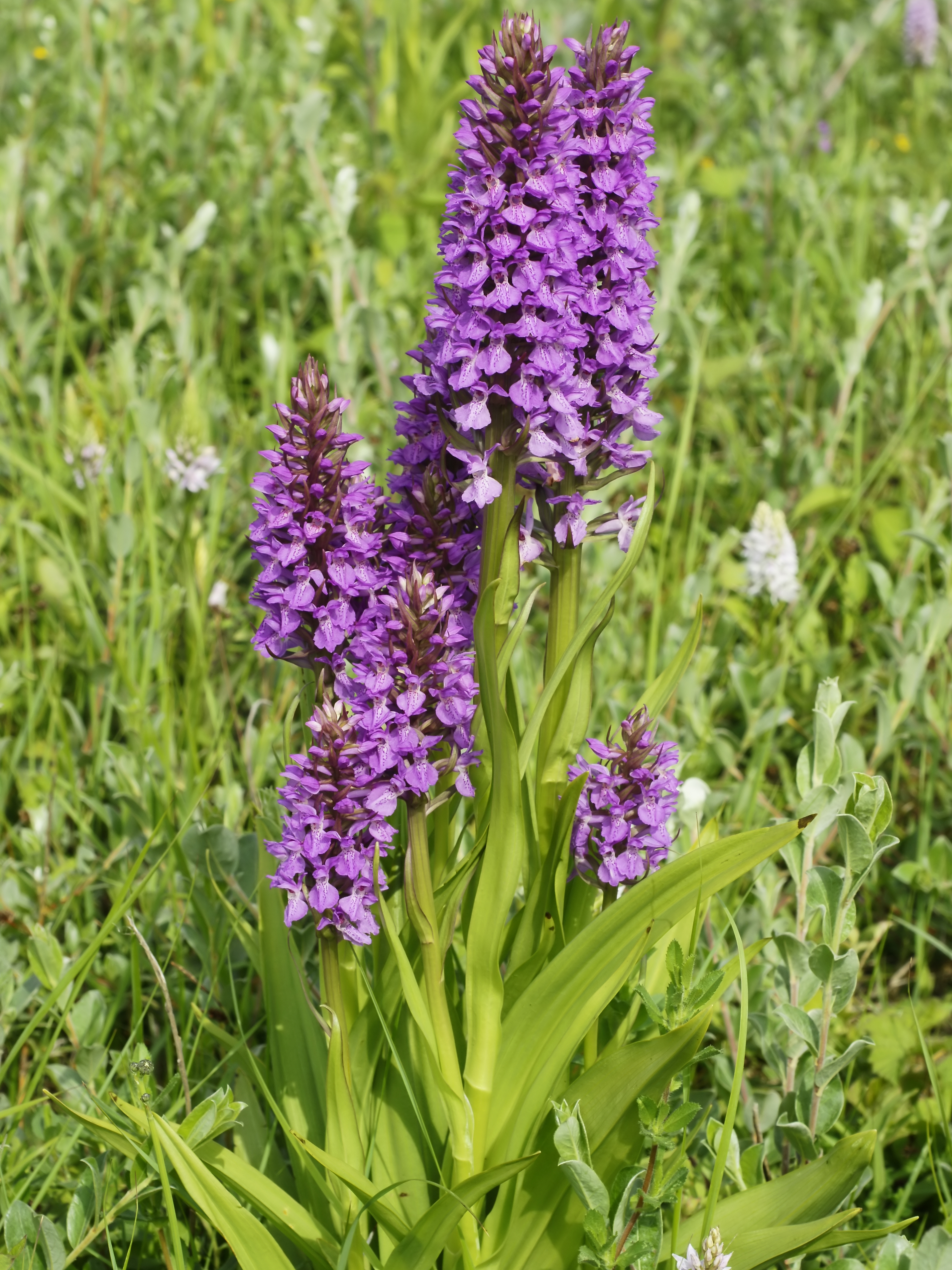
Englandsnycklar D. majalis ssp. integrata
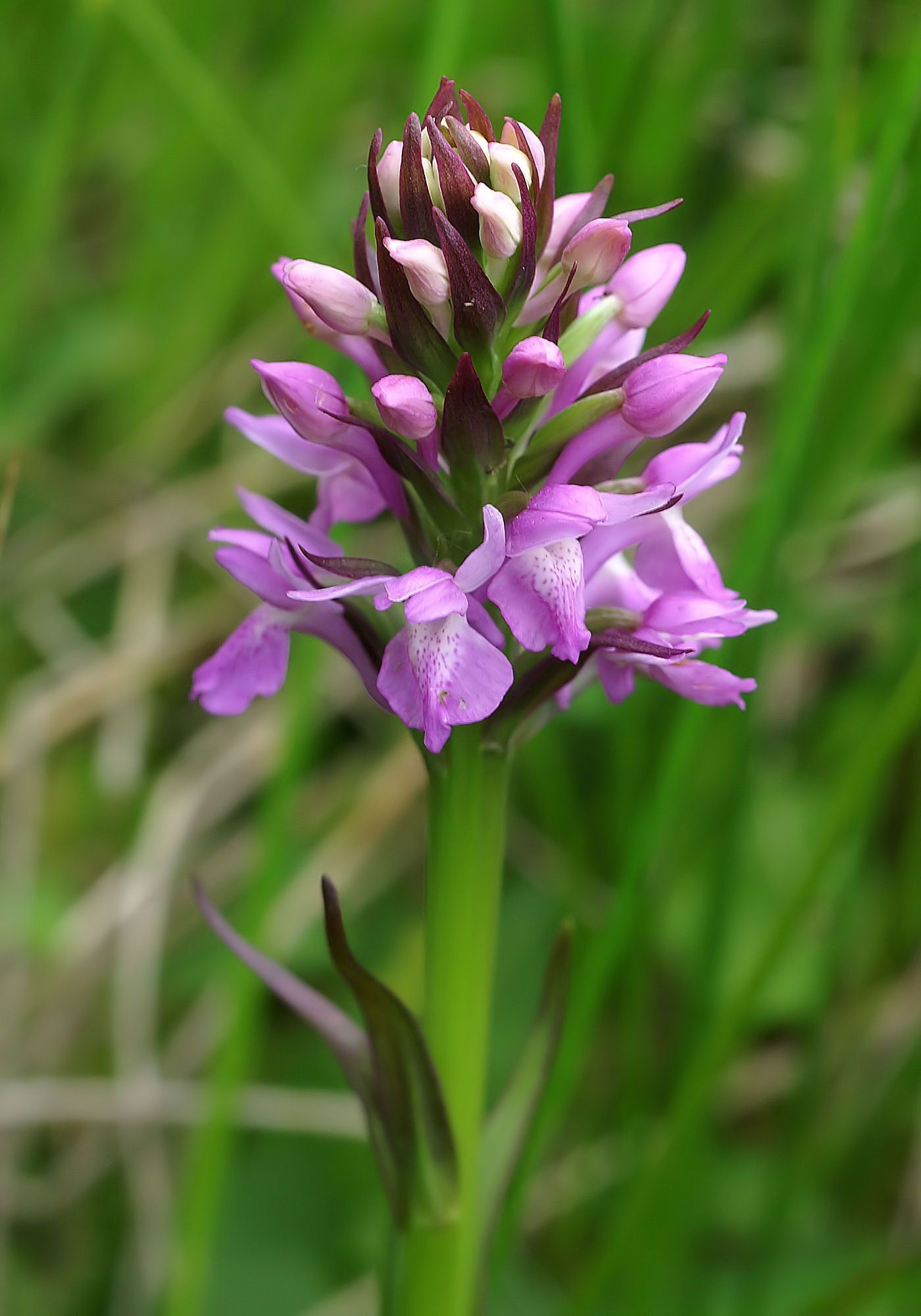
Mossnycklar Dactylorhiza majalis ssp. sphagnicola
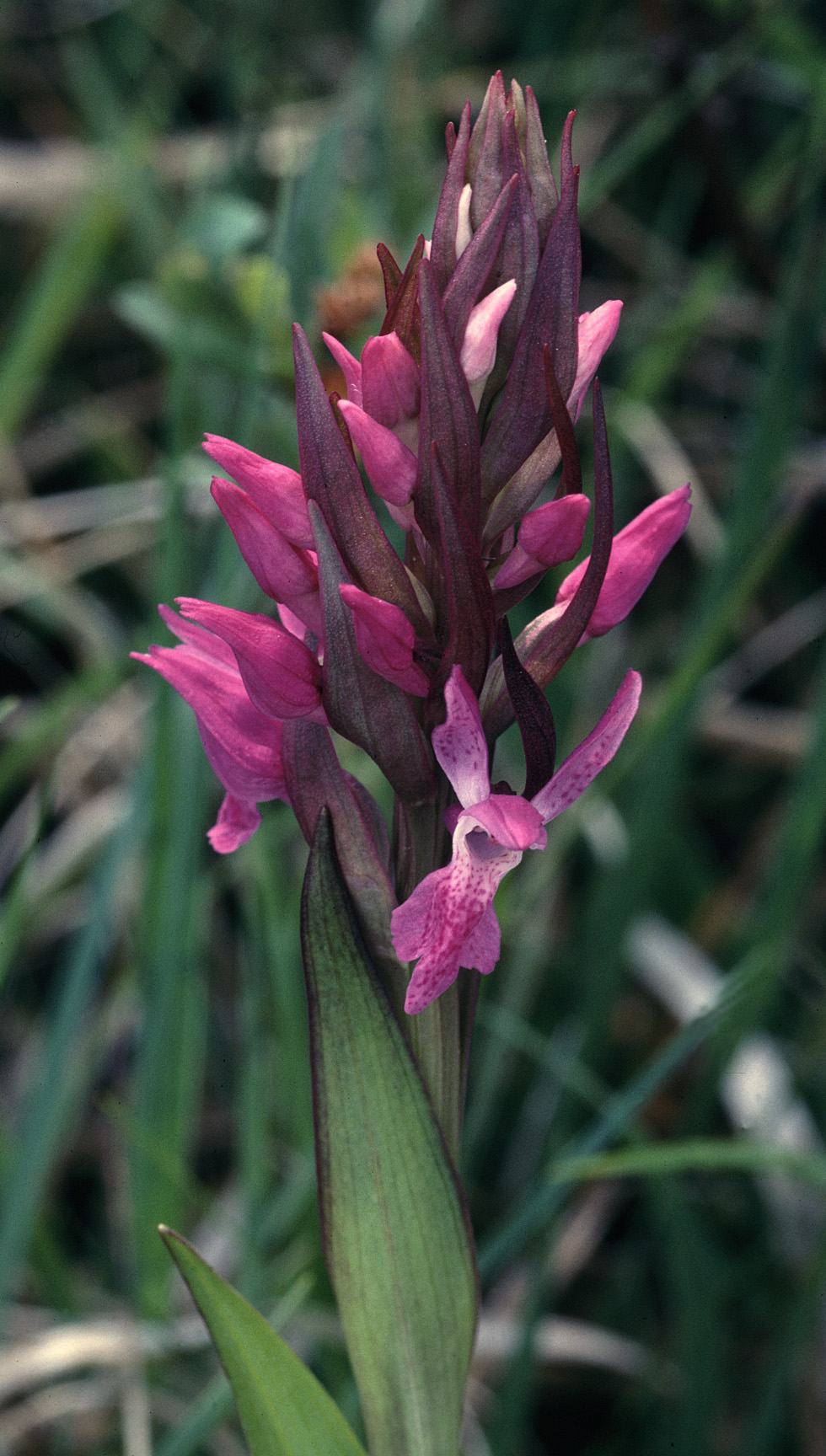
Sumpnycklar Dactylorhiza majalis ssp. lapponica